# 2. slovenská fotbalová liga 1999/2000
V soubojích 7. ročníku 2. slovenské fotbalové ligy 1999/00 se utkalo 18 týmů dvoukolovým systémem podzim – jaro.
Nováčky soutěže se staly FC Tauris Rimavská Sobota, BSC JAS Bardejov (oba sestup z Mars superligy) a čtyři vítězové regionálních skupin 3. ligy – AŠK Inter Bratislava „B“, Slovenský hodváb Senica, ZSNP Žiar nad Hronom a FK VTJ Spišská Nová Ves.
Vítězem a zároveň i jediným postupujícím se stal tým ŠK Matador Púchov. Do 3. ligy sestoupilo, kvůli snižování počtu mužstev v nejvyšší soutěži, posledních deset mužstev tabulky – ZSNP Žiar nad Hronom, ŠK Slovan Bratislava „B“, FK Slovan Levice, AŠK Inter Bratislava „B“, ŠK Tesla Stropkov, FKM Nové Zámky, FK Slovan Duslo Šaľa, PFK Piešťany, FC Lokomotíva Košice a FK VTJ Spišská Nová Ves.

## Konečná tabulka
| Poř. | Tým                       | Z  | V  | R  | P  | VG | OG | B  |
| ---- | ------------------------- | -- | -- | -- | -- | -- | -- | -- |
| 1.   | ŠK Matador Púchov         | 34 | 25 | 4  | 5  | 71 | 19 | 79 |
| 2.   | FK NCHZ-DAK Nováky        | 34 | 24 | 5  | 5  | 67 | 19 | 77 |
| 3.   | Železiarne Podbrezová     | 34 | 23 | 5  | 6  | 62 | 31 | 74 |
| 4.   | FC Steel Trans Ličartovce | 34 | 17 | 10 | 7  | 69 | 39 | 60 |
| 5.   | FC Tauris Rimavská Sobota | 34 | 18 | 6  | 10 | 65 | 41 | 60 |
| 6.   | BSC JAS Bardejov          | 34 | 17 | 6  | 11 | 48 | 32 | 57 |
| 7.   | ŠKP Devín                 | 34 | 17 | 5  | 12 | 50 | 31 | 56 |
| 8.   | Slovenský hodváb Senica   | 34 | 15 | 8  | 11 | 61 | 54 | 53 |
| 9.   | ZSNP Žiar nad Hronom      | 34 | 14 | 6  | 14 | 47 | 42 | 48 |
| 10.  | ŠK Slovan Bratislava „B“  | 34 | 15 | 3  | 16 | 38 | 42 | 48 |
| 11.  | FK Slovan Levice          | 34 | 15 | 3  | 16 | 34 | 43 | 48 |
| 12.  | AŠK Inter Bratislava „B“  | 34 | 10 | 10 | 14 | 39 | 43 | 40 |
| 13.  | ŠK Tesla Stropkov         | 34 | 10 | 9  | 15 | 31 | 45 | 39 |
| 14.  | FKM Nové Zámky            | 34 | 10 | 7  | 17 | 28 | 46 | 37 |
| 15.  | FK Slovan Duslo Šaľa      | 34 | 9  | 5  | 20 | 30 | 55 | 32 |
| 16.  | PFK Piešťany              | 34 | 9  | 4  | 21 | 29 | 62 | 31 |
| 17.  | FC Lokomotíva Košice      | 34 | 4  | 6  | 24 | 25 | 76 | 18 |
| 18.  | FK VTJ Spišská Nová Ves   | 34 | 1  | 4  | 29 | 11 | 85 | 8  |

Poznámky
- Z = Odehrané zápasy; V = Vítězství; R = Remízy; P = Prohry; VG = Vstřelené góly; OG = Obdržené góly; B = Body

|  | postup do Mars superligy 2000/01 |
|  | sestup do 3. ligy 2000/01        |